# Rutvik
Rutvik – miejscowość (tätort) w Szwecji, w regionie administracyjnym (län) Norrbotten, w gminie Luleå.
Według danych Szwedzkiego Urzędu Statystycznego liczba ludności wyniosła: 896 (31 grudnia 2015), 887 (31 grudnia 2018) i 881 (31 grudnia 2019).